# 泰克泰克山脈國家公園
36°50′02.58″N 39°16′44.56″E / 36.8340500°N 39.2790444°E

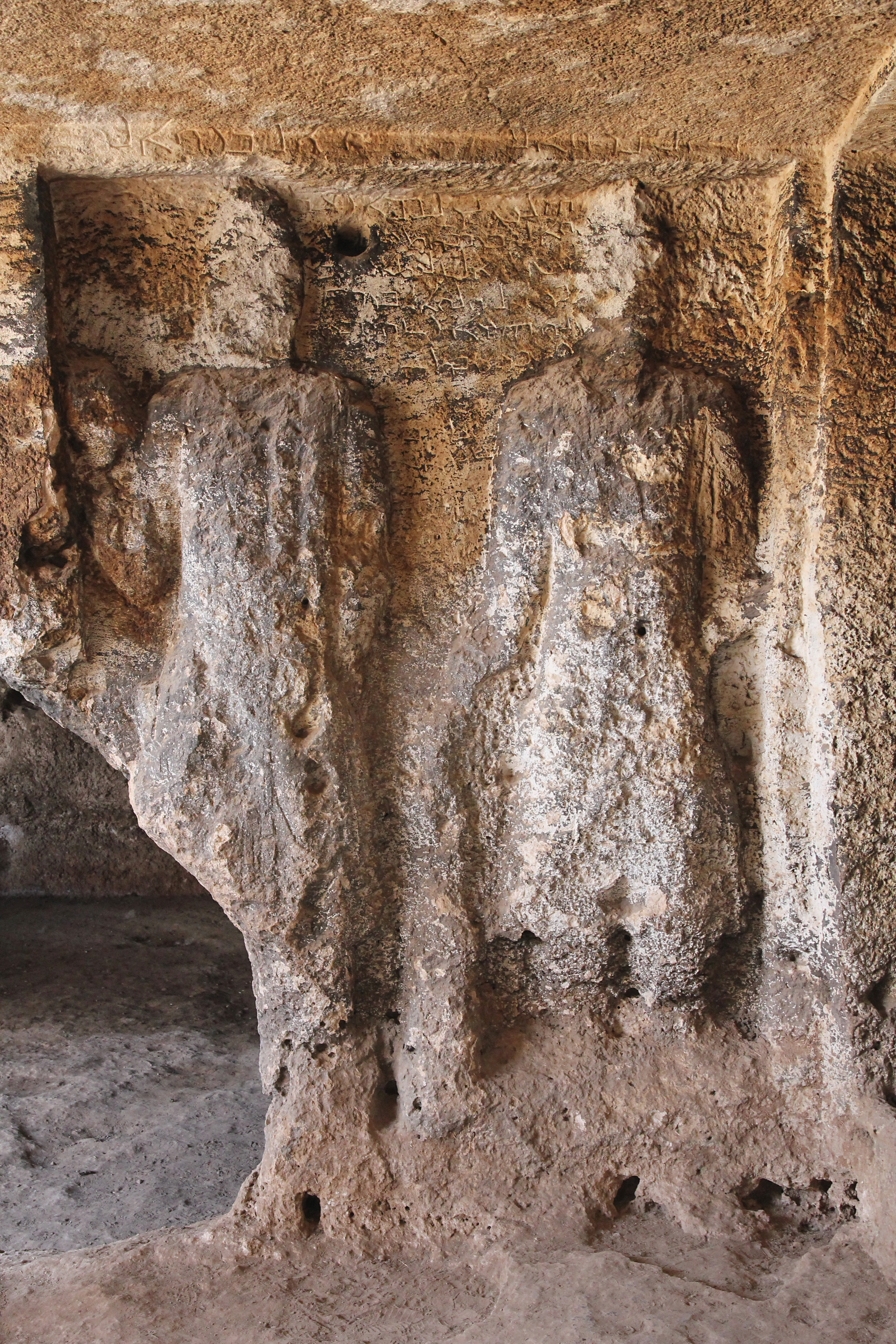
泰克泰克山脈國家公園

泰克泰克山脈國家公園是土耳其的國家公園，位於該國東南部，處於尚勒烏爾法，處於首都安卡拉東南面700公里，成立於2007年5月29日，面積193平方公里。